# TuralTuranX
Os TuralTuranX são uma dupla musical azerbaijanesa composta pelos irmãos gémeos Tural Bağmanov e Turan Bağmanov (nascidos a 30 de outubro de 2000 em Zaqatala). Eles representaram o Azerbaijão no Festival Eurovisão da Canção 2023, em Liverpool, com a canção «Tell Me More», mas não conseguiram chegar à final.

## História
Tural e Turan Bağmanov são de Zaqatala, no noroeste do Azerbaijão. Viram um piano pela primeira vez na escola e ficaram tão fascinados que praticavam canções às escondidas. Depois, o pai comprou-lhes um sintetizador usado. Mais tarde, aprenderam também a tocar guitarra. Os TuralTuranX começaram por se apresentar em escolas e em alguns eventos. No entanto, após a morte do seu pai, deixaram temporariamente de fazer música.
Mais tarde, Tural mudou-se para a capital do Azerbaijão, Bacu, e fundou a banda «TheRedJungle» com um amigo, com quem Turan também actuava. Os irmãos também foram músicos de rua. A 2 de Fevereiro de 2023, foi anunciado que os TuralTuranX estavam entre os últimos cinco candidatos da selecção interna do Azerbaijão para o Festival Eurovisão da Canção 2023. A 9 de Março, foram seleccionados como representantes do Azerbaijão no Festival Eurovisão da Canção. A sua participação na primeira semi-final está prevista para 9 de maio, com a canção «Tell Me More».

## Discografia
Singles
- "Tell Me More" (2023)

## Vida pessoal
Tural e Turan Bağmanov tinham mais dois irmãos chamados Emin e Jamal, ambos mortos num acidente rodoviário no norte do Azerbaijão em 2015.